# Cabo Guardián
Cabo Guardián är en udde i Argentina.   Den ligger i provinsen Santa Cruz, i den södra delen av landet, 1 700 km söder om huvudstaden Buenos Aires.
Terrängen inåt land är mycket platt. Havet är nära Cabo Guardián åt sydost. Trakten är glest befolkad. Det finns inga samhällen i närheten.